# Psychonauts
Psychonauts (с англ. — «Психона́вты») — приключенческая компьютерная игра в жанре платформера, созданная студией Double Fine Productions и изданная в 2005 году компанией Majesco Entertainment. В 2012 году были выпущены кроссплатформенные версии для Linux и Mac OS X в составе игрового набора Humble Indie Bundle V. Портированием занимался Райан Гордон (icculus).
Это первая игра студии Double Fine Productions, основанной Тимом Шейфером, известного своими квестами в LucasArts.

## Об игре
В Psychonauts игрок управляет Разом (сокращённо от Разпутин), таинственным новичком в учебном лагере для психонавтов — элитных специальных агентов, которые используют свои пси-способности для войны с пси-террористами и чтения мыслей людей. Во время обучения он обнаруживает, что вожатый Олеандр похищает кадетов с целью захвата их мозгов. Раз должен помешать ему создать с их помощью пси-оружие.

### Краткие сведения
Приключения происходят в летнем лагере «Шепчущий камень», где кадеты обучаются пси-способностям, чтобы стать агентами-психонавтами. Место, где стоит лагерь, образовалось много лет назад после падения на землю метеорита из пситания (элемент, позволяющий изучить пси-навыки или усилить уже существующие). В первые годы заселения территории на месте падения метеорита многие из переселенцев стали сходить с ума. Был построен сумасшедший дом, «число пациентов в котором превысило число жителей города». Но люди продолжали прибывать, и было решено выселить их, а кратер, где упал метеорит, затопить. Так появилось озеро Облонгата. Несмотря на это, психонавты используют залежи пситания для обучения юных психонавтов.
Побочный эффект пситания не обошёл стороной и дикую природу. Медведи стали нападать издалека, используя пси-когти, а пумы обучились пирокинезу. Кроме того, крысы на верхних уровнях старой «психушки» стали камикадзе — при первой же встрече с чем-либо или кем-либо они взрывают себя. Одна черепаха стала разумной благодаря размеру своего мозга и попросила называть себя «мистер Покелуп».

### Сюжетная линия
После выступления тренера Олеандра перед кадетами, Раза обнаружили подслушивающим на дереве. Олеандр и агенты Саша Найн и Милла Воделло пытаются исследовать его сознание, чтобы определить, кем он является и откуда взялся, но Раз имеет удивительно сильную умственную обороноспособность, нехарактерную для нетренированных подростков. Эта сила вызывает восхищение у одних обитателей лагеря и зависть у других. Но устав лагеря не позволяет обучать Раза. И, пока за мальчиком не приехали родители, ему разрешают остаться на отдых, но строго запрещают посещать занятия.
Однако, следующим утром Олеандр позволяет Разу принять участие во вводном курсе летнего лагеря — начальной подготовке для новобранцев. В ходе подготовки Раз попадает в странную комнату, в конце которой видит занавеску. Когда он пытается прикоснуться к ней, его грубо выгоняет тренер.
Агент Найн выражает интерес к умственным талантам Раза, и просит посетить его псих-лабораторию, где бы он мог исследовать умственные способности Раза. Мозговой тумблер — огромная, подобная фену машина, подключающаяся к коллективному бессознательному, позволяет Разу исследовать его собственный разум.
Внутри он находит тёмный силуэт странного существа, которое плюёт в него водолазным шлемом, это пугает Раза, поэтому Саша отключает его от аппарата. Саша решает начать проводить с Разом дополнительные занятия и научить его пользоваться пси-выстрелом, чтобы он мог защитить себя. Раз проникает в разум Саши и изучает элементарные приёмы для управления сознанием. После успешной тренировки Раз проникает в своё сознание и наблюдает видение: его друг Доген заключён в башне, и его исследует сумасшедший доктор, который утверждает, что единственный больной орган мальчика — его собственный мозг. И, как дантист, доктор предлагает выдернуть «больной зуб» Догена. Раз предпринимает попытку спасти товарища, но сталкивается с препятствием — он не может добраться до вершины башни. Чтобы продолжить свой путь он должен изучить левитацию.
Вернувшись в реальный мир, Разпутин встречает Догена, мозг которого, как оказалось, таинственным образом исчез. Он пытается рассказать о том, что узнал, но никто за исключением его новой знакомой — Лили Занотто не верит ему. Раз приходит на занятие Миллы Воделло, чтобы научиться левитировать. После этого он возвращается в своё видение и с помощью изученного навыка достигает верхнего уровня башни. Там Разпутин находит план захвата мира с помощью пси-танков, в которых используются детские мозги. В модель одного из них помещают мозг Догена, и Разу приходится сражаться с танком. Уничтожив его, он попадает в реальный мир, успев увидеть, что схема пси-танка находится за той самой занавеской в сознании тренера, а значит, он и стоит за всем происходящим. Кроме того, он узнаёт, что следующим человеком в списке на похищение мозга стоит ещё один ребёнок — его подруга Лили Занотто.
За несколько часов успевают пропасть мозги почти всех детей из лагеря, а единственных активных психонавтов Сашу Найна и Миллу Воделло отправляют на «особое расследование». Разу остаётся помогать Форд Круллер.
Той же ночью под контролем Олеандра огромная Двоякодышащая Рыба Линда из озера Облонгата похищает Лили. Раз решает этому помешать и, используя батисферу, борется с похитительницей. После этого он входит в сознание Двоякодышащей Рыбы и освобождает её от контроля Олеандра. Благодарная Рыба провожает Раза в психбольницу Торни Тауэр, где и находится Лили.
Однако Торни Тауэр оказывается закрыт, а единственный человек, находящийся рядом — Бойд — похоже совершенно ненормален. Он утверждает, что ключи от лечебницы есть только у Молочника, который пропал. Чтобы разобраться во всем и попасть внутрь, Разпутину приходится проникнуть в разум Бойда и попутно вылечить того.
После спасения Бойда Раз попадает на территорию лечебницы, но чтобы найти Лили ему приходится обмануть близорукого санитара Криспина, выставив себя его непосредственным начальником — доктором Лоботто, который является сообщником Олеандра. Для этого ему необходимо поочерёдно взять вещи, которые позволят ему добиться сходства с доктором, у других пациентов: статуэтку в виде протеза для руки у Глории Фон Гуттен, неудавшейся актрисы; смирительную рубашку у Фреда Бонапарта, далёкого потомка Наполеона; и портрет самого доктора у Эдгара Тигли, неудачливого в любви художника по чёрному бархату. Побывав у них в сознании, Раз исцеляет их от душевных заболеваний и получает эти предметы в знак благодарности.
Проникая все глубже в коридоры сумасшедшего дома, Раз находит мозги многих своих товарищей, которые отсылает в убежище Форда Круллера, для возвращения этих самых мозгов непосредственным владельцам. Наконец, добравшись до самой верхней башни Торни Тауэр, Раз избавляется от Лоботто с помощью помощницы доктора, Шигар, и её питомца, мистера Покелупа. Там же он находит агентов Найна и Воделло, которым при содействии бывшей помощницы доктора возвращает мозги. Вместе с Разом они освобождают Лили Занотто, которая признаёт, что «мозг у Раза один на тысячу».
С этим соглашается и вовремя подоспевший Олеандр, всё ещё жаждущий захватить мир. Пси-бой завершается вычихиванием Олеандром собственного мозга.
Однако Олеандр не повержен — его мозг самостоятельно добрался до пси-танка и привёл его в действие. Для того чтобы победить машину, Разу приходится соединить свой мозг с мозгом Олеандра и вести бой одновременно против своих и его демонов. На помощь Разпутину приходит его отец, который тоже оказывается обладателем пси-способностей. Вместе они помогают Олеандру вновь стать прежним, а Раз становится «самым юным из когда-либо производимых в психонавты». Игра заканчивается назначением Разпутина на его первое задание.

## Игровой процесс
Игра содержит 10 уровней, каждый из которых позволяет игроку входить в сознание разных персонажей. Поэтому каждый уровень имеет свой маленький уникальный сюжет, со своими демонами, кошмарами и тайными воспоминаниями, которые может изучить Раз. Ещё три уровня показывают события вне реального времени. В них происходят, главным образом, поединки с боссом.
На уровнях могут кроме противников находиться и полезные предметы, повышающие ранг Раза, в разумах это: запертые воспоминания — убегающие сейфы, в которых могут находиться воспоминания, о которых персонаж не хочет помнить, эмоциональный багаж, в прямом смысле — плачущие и рыдающие багажные сумки, сундуки, чемоданы и шляпные коробки, которые надо открыть предварительно найденной подходящей биркой, вымыслы — плоские разноцветные фигуры, ментальная паутина, которая может заслонять проход или прятать полезные предметы и которую после сбора можно перерабатывать в пси-карты. А в реальности это пситаниумные наконечники — местная валюта, очень редкие пси-маркеры, повышающие ранги Раза, пси-карточки, с помощью которых можно самому сделать пси-маркер. Рейнджер Куллер даст задание собрать 16 вещей, за каждую из которых полагается пси-ранг.
Предметы, купленные у Форда Куллера, также могут помочь в прохождении: прут для лозоходства — находит глубинные дорогие наконечники, очиститель паутины — пылесос для сборки ментальной паутины, скаутский значок — притягивает наконечники и боеприпасы и позволяющий не отвлекаться на собирание, волшебный шар — позволяет менять цвет шара левитации, практической пользы не несёт, конфетки для восстановления очков жизни, можно носить не более 3-х штук, пси-ядро, которое вместе с 9 пси-карточками можно преобразовать в пси-маркер.
Также можно получить следующие предметы, необходимые для прохождения: пси-портал — дверка, которая открывает проход в разум человека, кусочек бекона, с помощью которого можно вызвать агента Куллера для совета по текущей ситуации, рыбий рог — вызывает двоякодышащую рыбу Линду, которая доставляет Раза от лагеря к психбольнице и наоборот.
По мере прохождения уровней Раз приобретает все новые и новые пси-способности: телекинез, левитация, невидимость, пирокинез, ясновидение, пси-щит, пси-выстрел и конфузия. Каждое из умений непосредственно помогает игроку в прохождении уровня, на котором было приобретено умение.

## Пси-силы в игре
- Пси-удар — доступен с самого начала. Большая рука, которая бьёт противников. В прыжке можно сделать удар по площади. На 30 пси-ранге увеличивается сила удара[6][7].
- Пирокинез — это первая награда Разу от Форда Круллера. Он получает её после того, как соберёт достаточно пси-отметок и достигнет 10-го уровня. При удержании кнопки вызова пирокинеза, происходит повышение температуры и воспламенение врага. При достижении 45 ранга создаёт взрыв, поджигающий сразу нескольких противников[7].
- Пси-выстрел — это луч пси-силы, который выстреливает изо лба Раза. Умение приобретается после урока Саши Найна «Меткая стрельба». Сила не бесконечна, но может быть пополнена — надо собирать шары агрессии (Оранжевые восклицательные знаки). После 35 ранга выстрел рикошетит и может поражать нескольких противников. На 65 ранге сила выстрела увеличивается. После 95 ранга выстрелы становятся бесконечными[7].
- Телекинез позволяет Разу силой мысли подбирать предметы и бросать по заданной траектории. Можно атаковать противника бросаясь в него предметами, или, наоборот, бросать противника. Эту награду выдаёт Форд после того, как Раз достигнет 20-го уровня[7].
- Левитация — умение позволяет взлетать, преодолевать различные препятствия, защищает от огня, кислоты, электричества, шипов, на большой скорости повреждает противников и разрушает препятствия. Можно использовать как парашют, чтобы медленно спускаться с большой высоты или, наоборот, подниматься в восходящих потоках воздуха. Даётся Миллой Воделло при прохождении её урока. На 70 ранге у шара левитации появляются шипы, наносящие противнику урон даже на небольшой скорости[7].
- Ясновидение — умение, которое позволяет Разу видеть окружающий мир глазами других. Даётся Бойдом Купером[7].
- Конфузия\Смятенье — гранаты, которые кидает Раз в своих врагов, выпускают облачко ядовитого газа, который повергает противника в замешательство. После 80 ранга конфузия длится в два раза дольше. Выдаётся Матадором в сознании Эдгара Тигли. После 95 ранга становятся бесконечными[7].
- Невидимость даётся в награду от Форда Круллера при достижении 30-го уровня. На 55 ранге время использования невидимости увеличивается[7].
- Щит позволяет Разу защитить себя от нападения врагов. Даётся повстанцами в мире Двоякодышащей Рыбы. При достижении 50 ранга на щите появляются шипы, которые наносят ущерб противникам, атакующим Раза. После достижения 75 ранга в противников отражаются их выстрелы[7].

## Саундтрек
Музыка к игре написана Питером Макконелом, композитором, работавшим над саундтреком к Grim Fandango, Full Throttle и другим играм LucasArts.
Список композиций:
1. The Meat Circus
2. Whispering Rock
3. Stay out of the Moonlight
4. Hagatha’s Home
5. Happy Flowers
6. The Lungfish Lair
7. The Milkman Conspiracy
8. Dr. Loboto’s Lab
9. Duel With the Critic
10. The Catwalk Phantom
11. March of the Inmates
12. Sasha’s Immaculate Mind
13. The Censors Unleashed
14. Black Velvetopia
15. The Wild Bull Run — El Odio
16. The Matador
17. Gloria’s Secret Garden
18. Bonita’s Tragic Muse
19. Bunk Time
20. Title and End Credits
21. Bonus Track

## Рецензии, награды и продажи
| Сводный рейтинг | Сводный рейтинг | Сводный рейтинг | Сводный рейтинг |
| Издание         | Оценка          | Оценка          | Оценка          |
| Издание         | PC              | PS2             | Xbox            |
| --------------- | --------------- | --------------- | --------------- |
| GameRankings    | 88,14 %         | 86,76 %         | 90,21 %         |

### Рецензии
Обозреватель сайта GameSpot Алекс Наварра оценил игру на 8,8 из 10, отметив, что будучи платформером, игра не стала изобретением нового жанра, но во всех аспектах её воплощения чувствуется оригинальность.
Уилл Хилл с сайта GameShark поставил игре наивысшую оценку — A+, назвав её «лучшей игрой, выпущенной для Xbox».
- Metacritic 88
- Критиканство — 90
- Game.EXE: «Про новую игру Шейфера не говорят: „лучшая аркада в мире!“ или „лучший квест в мире!“ Нет, только — „лучшая игра в мире!“ Снова и снова».
- ИгроМания: «Вот вы знаете, какие мысли роятся в голове аквариумной рыбки? А что случится, если из тела человека полностью извлечь мозг? А как, наконец, выглядит эмоциональный багаж? Эта игра с удивительной лёгкостью раскрывает все самые главные тайны человеческого сознания! Основа юмора Psychonauts — здоровые интернациональные шутки — из таких, которые одинаково понятны всем: от пионера до пенсионера. Просто, доступно, без постмодернистского подтекста, но в то же время ярко, талантливо и, что самое главное, — не глупо! Такое в наши дни — большая редкость». (Александр Кузьменко, глав. ред.)[13]
- AG.ru: «Экстравагантности тут в избытке и без чёрно-белых масок Дня Мёртвых. Задумай „старая LucasArts“ сделать классическую аркаду с прыжками, гимнастикой на брусьях, бонусами и злобными „боссами“, всё выглядело бы именно так»[14].

### Награды
- EuroGamer: главная игра 2005 года.
- Конференция Разработчиков Игр: лучший сценарий (Тим Шейфер, Эрик Уолпо[англ.]).
- PSM: выпуск № 100, номинация «Купи или умри»; № 5 в списке «Топ 10» 2005 года, Лучшие персонажи.
- GameSpot 2005: лучшее озвучивание; лучшая художественная графика; самая смешная игра; лучшая игра, в которую никто не играл; лучший платформер.
- IGN 2005: лучшая игра, в которую никто не играл; лучший платформер.
- Game.EXE 2005: «наш выбор», вошла в десятку лучших игр года.
- BAFTA 2006: лучший сценарий[15].
- Game Informer: Раз занимает второе место в списке «Top 10 Heroes of 2005».
- E3 2006: самая оригинальная игра.

### Продажи
Летом 2018 года, благодаря уязвимости в защите Steam Web API, стало известно, что точное количество пользователей сервиса Steam, которые играли в игру хотя бы один раз, составляет 1 207 186 человек.

## Разработка
В основу игры лёг вырезанный разработчиками фрагмент игры «Full Throttle» о галлюциногенном путешествии Бена.
Ещё работая в LucasArts и задумывая игру «Psychonauts», Шейфер решил дать главному герою имя Раз. Таким прозвищем обладал один из аниматоров LucasArts, Размиг Мавлиан (Razmig Mavlian), и оно очень нравилось Шейферу. Появление Мавлиана в «Double Fine» и его участие в работе над игрой внесли определённую путаницу, и помощник продюсера Камилла Фоссен (Camilla Fossen) предложила дать протагонисту полное имя — Распутин. Однако юрист компании посоветовал изменить имя на «Разпутин», с тем чтобы его можно было зарегистрировать в качестве торговой марки.
В рамках рекламной кампании вокруг игры разработчики объявили конкурс: нашедшим «золотой диск» в коробке с игрой обещался приз в 5000 долларов.

## Продолжения
В 2017 году Double Fine выпустила игру в виртуальной реальности Psychonauts in the Rhombus of Ruin для PlayStation VR. Сюжет игры призван связать истории оригинальной игры и продолжения.
Прямое продолжение — Psychonauts 2 — было анонсировано в 2015 году на фестивале The Game Awards 2015. В конце декабря 2015 года Шейфер анонсировал сбор средств на площадке краудфайдинга Fig.
Сбор успешно закончился 6 января 2016, благодаря чему Double Fine смогла привлечь 3,3 миллиона долларов на разработку продолжения. Psychonauts 2 вышла 25 августа 2021 года для современных платформ.